# Jules de Burlet
Jules Philippe Marie de Burlet (Ixelles, 1844. április 10.– Nivelles, Vallon-Brabant, 1897. március 1.) belga politikus és államférfi volt, Belgium miniszterelnöke 1894 és 1896 között.

## Élete
1844-ben Ixelles-ben született. Jogi tanulmányokat folytatott és Nivelles-ben kezdte ügyvédi pályáját, majd a város polgármestere volt 1872 és 1891 között.
1884-ben megválasztották a belga képviselőház tagjának a nivellesi választókörzetben. 1891. március 2-án kapta első kormányzati posztját, Auguste Beernaert katolikus kormányában igazságügy-miniszter lett. 1894-ben megvált a képviselői helyétől és a belga szenátus tagja lett.
1894. március 26-án II. Lipót belga király kinevezte a kormány miniszterelnökének. De Burlet kormányzása alatt merült fel először, hogy Belgium annektálja Lipót magángyarmatát, a Kongó Szabadállam néven ismert területet (a mai Kongói Köztársaságot). A javaslatot maga a király vetette fel, mivel 1894-ig a gyarmat veszteséges volt és ezért a kormány támogatását kérte egy 5 millió belga frankos kölcsön visszafizetésére. 3 napos tanácskozás után Burlet és miniszterei megszavazták a kölcsönt a király részére, de mint később kiderült, nem volt semmilyen kölcsön – az kormány által folyósított összeg egyenesen a király magánpénztárába került.
Ezzel egy időben a gyarmat fő exportcikke, a nyersgumi iránti kereslet ugrásszerűen nőtt és a Szabadállam hihetetlen nyereséget hozott mind a királynak, mint a gumi kitermelésében szerepet játszó belga vállalatoknak.
1896. február 25-én de Burlet lemondott, ekkor államminiszterré nevezték ki és Belgium portugáliai nagykövete lett. 1897-ben Nivellesben halt meg.

## A de Burlet-kormány tagjai
| Miniszteri tiszt                        | Név                          | Párt       |
| --------------------------------------- | ---------------------------- | ---------- |
| Külügyminiszter                         | Henri de Merode-Westerloo    | Katolikus  |
| Belügyminiszter                         | Jules de Burlet              | Katolikus  |
| Igazságügyminiszter                     | Victor Begerem               | Katolikus  |
| Pénzügyminiszter                        | Paul de Smet de Naeyer       | Katolikus  |
| Mezőgazdasági és közmunkaügyi miniszter | Léon De Bruyn                | Katolikus  |
| Vasút, postai és távközlési miniszter   | Jules Vandenpeereboom        | Katolikus  |
| Hadügyminiszter                         | Jacques Brassine altábornagy | ongebonden |

## Változások
- 1895. május 23.
  - Henri de Merode-Westerloo lemondott a külügyminiszteri posztról, helyét Jules de Burlet vette át.
  - Jules de Burlet lemondott a belügyminiszteri posztról, helyét Frans Schollaert vette át.
  - Albert Nyssens lett az újonnan kinevezett ipari és munkaügyi miniszter.
- 1896. január 1.
  - Jules de Burlet lemondott a külügyminiszteri posztról, helyét ideiglenesen Jacques Brassine altábornagy, hadügyminiszter vette át.

## Fordítás
- Ez a szócikk részben vagy egészben  a    Jules de Burlet  című francia Wikipédia-szócikk fordításán alapul.  Az eredeti cikk szerkesztőit annak laptörténete sorolja fel. Ez a jelzés csupán a megfogalmazás eredetét és a szerzői jogokat jelzi, nem szolgál a cikkben szereplő információk forrásmegjelöléseként.